# Marinens taktiska stab

Marinens taktiska centrums vapen 1994–1997.

Marinens taktiska stab (MTS) var en högre taktisk ledningsstab inom Försvarsmakten som verkade i olika former åren 1994–2018. Förbandsledningen var förlagd i Stockholms garnison i Stockholm.

## Historik
Den 30 juni 1994 upplöstes och upphörde Marinstaben som stab och myndighet. I dess ställe bildades den 1 juli 1994 två nya staber: Marinledningen ingående i det nybildade Högkvarteret och Marinens taktiska centrum i Hårsfjärden. Marinledningen var en produktionsenhet vilken stod direkt under myndighetschefen, det vill säga överbefälhavaren. Medan Marinens taktiska centrum stod direkt under militärbefälhavaren för Mellersta militärområdet (Milo M).
Inför regeringens totalförsvarsproposition för 1998 lämnade överbefälhavaren som förslag till att inrätta ett marintaktiskt kommando med däri ingående ett marintaktiskt centrum (MTAC). Regeringen utelämnade dock det i sin proposition, men återkom med förslaget i proposition 1997/98:72, där regeringen föreslog för riksdagen att två nya organisationsenheter skulle inrättas. Marincentrum i Haninge och Flygvapencentrum i Uppsala.
Den 1 juli 1998 kom Flygvapnets taktiska centrum (FTC) tillsammans med Marinledningen att omorganiseras, och bildade Marincentrum (MarinC). I samband med denna omorganisation inrättades befattningen Generalinspektörer för marinen, som samtidigt blev chef för Marincentrum. Marinens högsta ledning kom därmed att lokaliseras till Hårsfjärden.
Inför försvarsbeslutet 2000 föreslog regeringen i sin propositionen för riksdagen, att den taktiska nivån bör reduceras genom att fördelnings- och försvarsområdesstaber samt marinkommandon och flygkommandon skulle avvecklas. Detta för att utforma ett armétaktiskt, marintaktiskt respektive flygtaktiskt kommando vilka skulle samlokaliseras med operationsledningen. Förslaget som antogs av riksdagen innebar att samtliga fördelnings- och försvarsområdesstaber samt marinkommandon och flygkommandon upplöstes och avvecklades. Från den 1 juli 2000 gick Försvarsmakten in i den nya organisationen, och samtidigt bildades Operativa insatsledningen (OPIL). Operativa insatsledningen bildades bland annat av delar ur Högkvarterets operationsledning, och övertog den taktiska ledningen från de avvecklade fördelningsstaberna, marinkommandona och flygkommandona. Därmed minskades den operativa och taktiska verksamheten i Sverige från cirka 2.000 personer till cirka 300. Försvarsbeslutet medförde även att Marincentrum avvecklades som ett självständig stab, och istället kom Marincentrum från den 1 juli 2000 verka som Marinens taktiska kommando (MTK). Marinens taktiska kommando var ett av tre taktiska kommandon inom Operativa insatsledningen (OPIL). 
Den 1 januari 2003 ändrades befattningen "Generalinspektör för marinen" till "Marininspektör". Den 1 april 2007 omorganiserades kommandot, och fick sitt nuvarande namn Marinens taktiska stab (MTS). Marinens taktiska stab kom då att organiseras under Insatsledningen. Under 2007 kom Marinens högsta ledning åter lokaliseras till Stockholm. Sedan den 1 januari 2014 finns åter en befattning som Marinens chef (nu: MC), denna gång i Högkvarterets Produktionsledning.
I februari 2018 föreslog Försvarsmakten i sitt budgetunderlag för 2019 till regeringen en omorganisation av Försvarsmaktens ledning. Förslaget var bland annat utformat med en ny ledning och nya organisationsenheter på nya orter. Det för att ge bättre förutsättningar för en robust och uthållig ledning. De nya organisationsenheter som Försvarsmakten önskade bilda föreslogs benämnas Arméstaben, Flygstaben samt Marinstaben. Dessa skulle bildas genom en sammanslagning av produktionsledning och insatsledning, samt andra kompletterande delar från bland annat Högkvarteret och Försvarets materielverk. Staberna föreslogs bildas den 1 januari 2019 och ledas under en arméchef, en marinchef och en flygvapenchef.

## Verksamhet
Marinens taktiska stab (MTS) var den del av Insatsledningen som taktiskt leder förbanden inom Sveriges marin i nationella insatser. Marinens taktiska stab (MTS) hade även det markterritoriella ansvaret.

## Förband ingående i de svenska marina stridskrafterna
Krigs- och depåförband ingående i de svenska marina stridskrafterna.

Amfibiekåren
- Amf 1 – Amfibieregementet, Haninge/Berga
  - 2. amfibiebataljonen
  - 17. bevakningsbåtkompaniet
  - 13. säkerhetsbataljonen
  - Depå Haninge

Marinbas
- Marinbasen, Malmö/Karlskrona/Muskö/Göteborg med flera
  - Depå Karlskrona

Sjöstridsflottiljer
- 3. sjöstridsflottiljen, Karlskrona
  - 3. sjöstridsflottiljledning
  - 31. korvettdivisionen
  - 33. minröjningsdivisionen
  - 34. underhållsdivisionen

- 4. sjöstridsflottiljen, Haninge/Berga
  - 4. sjöstridsflottiljledning
  - 41. korvettdivisionen
  - 42. minröjningsdivisionen
  - 43. underhållsdivisionen
  - 44. röjdykardivisionen

Ubåtsvapnet
- 1. ubåtsflottiljen, Karlskrona
  - 1. ubåtsflottiljledning
  - 11. ubåtsdivisionen
  - Signalspaningsfartyg
  - Ubåtsräddningsfartyg

## Förläggningar och övningsplatser
I samband med att staben bildades som Marinledningen, kom staben att förläggas till byggnaden "Bastionen" vid Lidingövägen 24 i Stockholm. Medan Marinens taktiska centrum förlades till Haninge garnison. Den 1 januari 2003 samlades arméns, flygvapnets samt marinens taktiska kommandon i Uppsala garnison, där staben för Operativa insatsledningen (OPIL) var förlagd. Under 2007 kom staben att omlokaliseras till "Bastionen" vid Lidingövägen 24 i Stockholm.

## Förbandschefer

### Marinledningen

#### Chefer
- 1994–1998: Viceamiral Peter Nordbeck

### Marincentrum

#### Chefer
- 1998–2000: Konteramiral Torsten Lindh

#### Ställföreträdande chefer
- 1998–2000: Överste av 1. graden Stellan Fagrell

### Marintaktiska kommandot

#### Chefer
- 2000–2001: Konteramiral Torsten Lindh
- 2001–2003: Konteramiral Jörgen Ericsson
- 2003–2005: Brigadgeneral Bengt Andersson
- 2006–2007: Flottiljamiral Odd Werin

#### Ställföreträdande chefer
- 2000–2001: Överste av 1. graden Stellan Fagrell

## Namn, beteckning och förläggning
| Marinledningen             | 1994-07-01 | – | 1998-06-30 |
| Marinens taktiska centrum  | 1994-07-01 | – | 1998-06-30 |
| Marincentrum               | 1998-07-01 | – | 2000-06-30 |
| Marinens taktiska kommando | 2000-07-01 | – | 2007-03-31 |
| Marinens taktiska stab     | 2007-04-01 | – | 2018-12-31 |

| MTC    | 1994-07-01 | – | 1998-06-30 |
| MarinC | 1998-07-01 | – | 2000-06-30 |
| MTK    | 2000-07-01 | – | 2007-03-31 |
| MTS    | 2007-04-01 | – | 2018-12-31 |

| Stockholms garnison | 1994-07-01 | – | 1997-12-31 |
| Haninge garnison    | 1994-07-01 | – | 2002-12-31 |
| Uppsala garnison    | 2003-01-01 | – | 2007-??-?? |
| Stockholms garnison | 2007-??-?? | – | 2018-12-31 |